# Genna (Ära)
Genna (japanisch 元和 Anfang der Harmonie) ist eine japanische Ära (Nengō) von September 1615 bis April 1624 nach dem gregorianischen Kalender. Der vorhergehende Äraname ist Keichō, die nachfolgende Ära heißt Kan’ei. Die Ära fällt in die Regierungszeit des Kaisers (Tennō) Go-Mizunoo.
Der erste Tag der Genna-Ära entspricht dem 5. September 1615, der letzte Tag war der 16. April 1624. Die Genna-Ära dauerte zehn Jahre oder 3147 Tage.

## Ereignisse
- 1615 Belagerung von Osaka durch Tokugawa Ieyasu und seinen Sohn Hidetada
- 1616 Tokugawa Ieyasu stirbt in der Provinz Suruga
- 1617 der ehemalige Tennō Go-Yōzei stirbt